# De drie Eigenaren
De drie Eigenaren is een voormalig waterschap in de provincie Groningen.
Het waterschapje was gelegen ten zuidwesten van het Winschoterdiep, tussen de huidige Boumaboulevard en de Mediacentrale, aan beide zijden van de spoorlijn Meppel - Groningen. De polder had een kleine molen die 's zomers uitsloeg op het Winschoterdiep. In de winter stond de polder bijna in zijn geheel onder water. 
Waterstaatkundig gezien ligt het gebied sinds 2000 binnen dat van het waterschap Hunze en Aa's.